# 石岡小美玉スマートインターチェンジ
石岡小美玉スマートインターチェンジ（いしおかおみたまスマートインターチェンジ）は、茨城県石岡市正上内にある常磐自動車道の本線直結型スマートインターチェンジである。石岡市と小美玉市との市境に位置し、敷地の一部は小美玉市にかかっている。

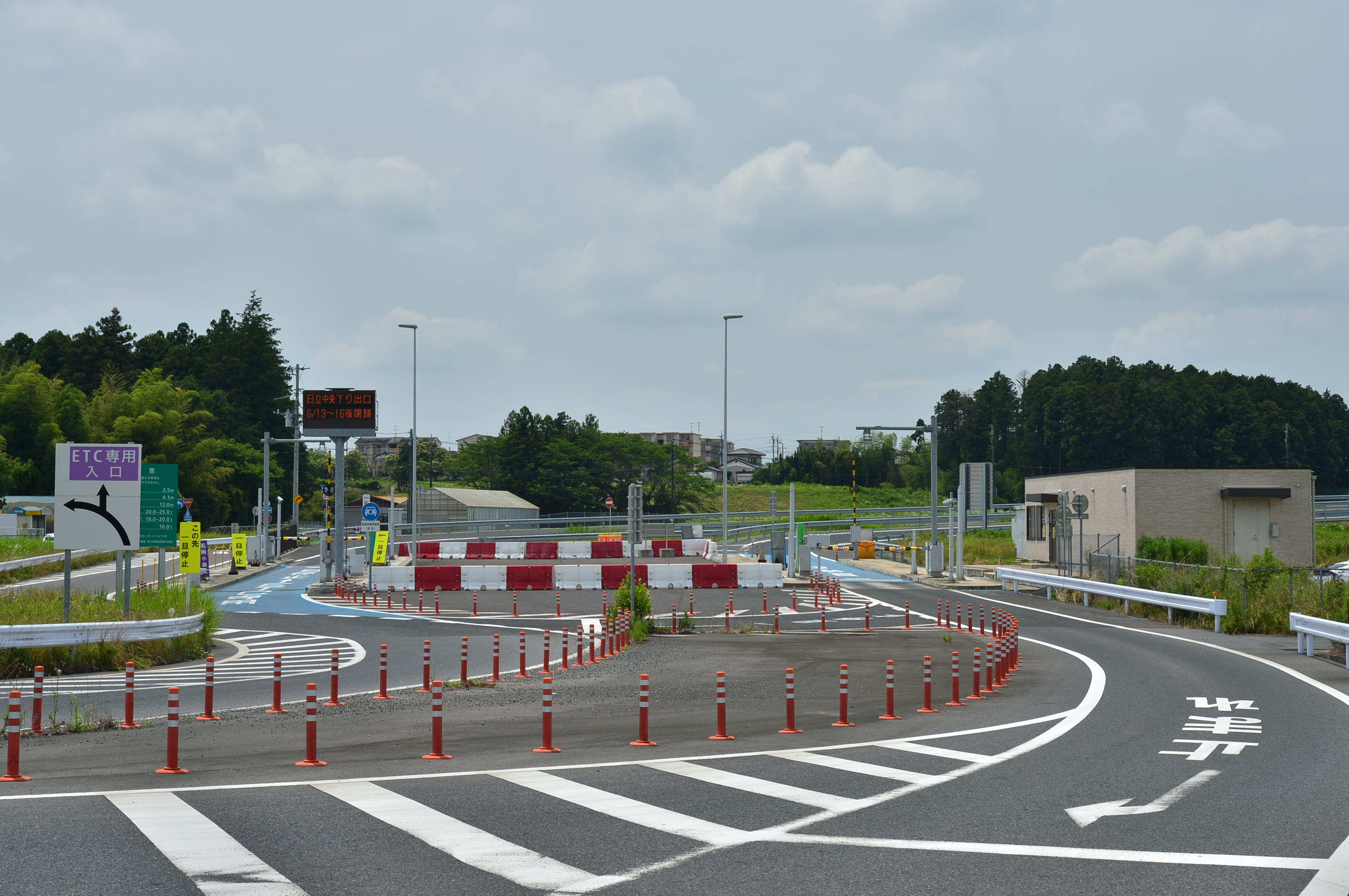
石岡小美玉スマートインターチェンジの上り線出入口ゲート。写真右側は管理棟で、さらに右側に常磐自動車道の本道がある。（2016年6月）

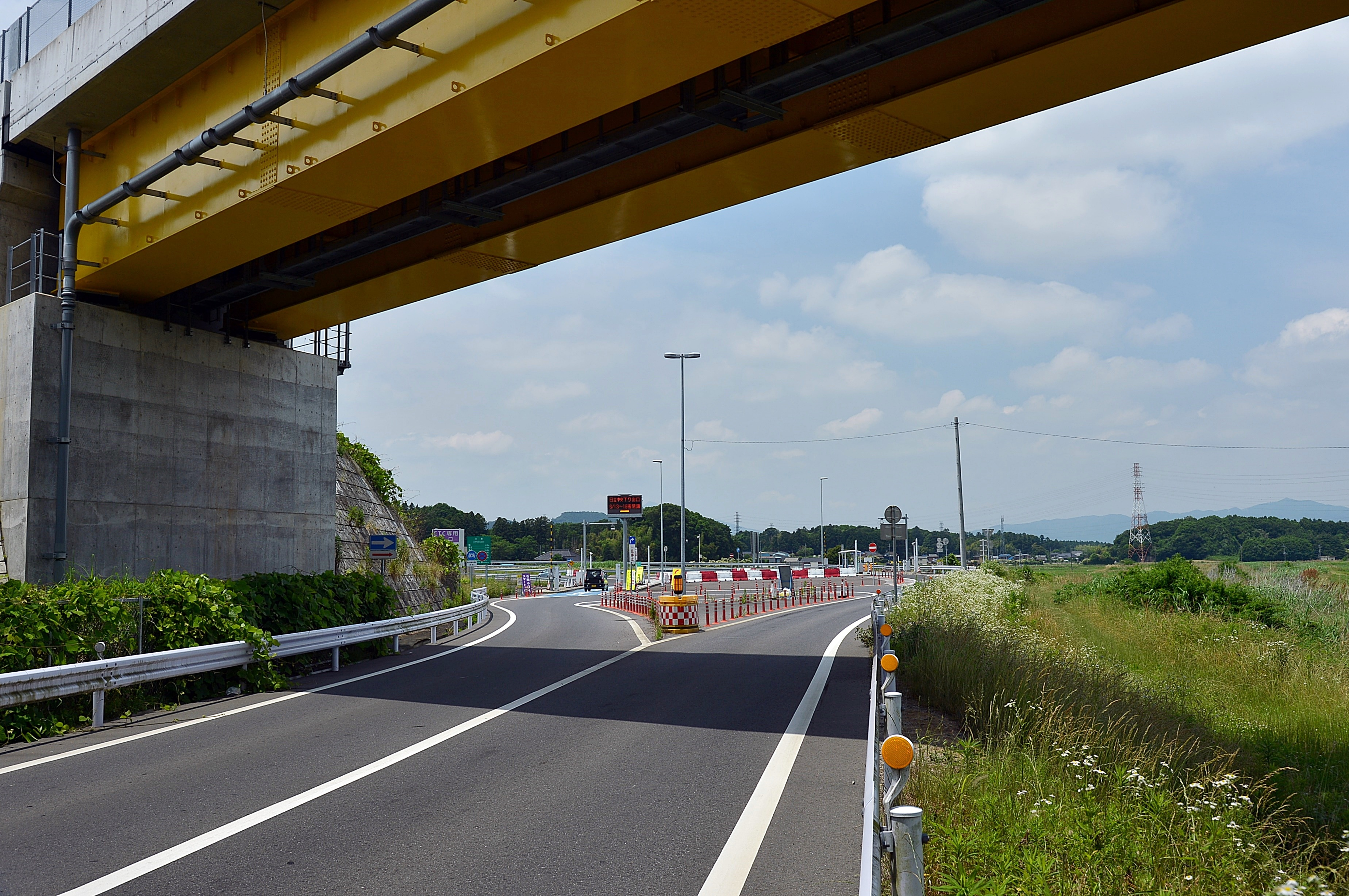
下り線出入口ゲート。写真の上の高架道は、いわき方面へ向かうランプウェイ。ゲート手前とその内側に転回場があって、Uターンすることも可能。（2016年6月）

- 運用時間：24時間[1]
- 対応車種：ETC車載器を搭載した全車種[1]
- 利用可能方向：フル方向[1]

## 歴史
- 2009年（平成21年）6月30日：国土交通大臣より設置申請が許可[2]。
- 2011年（平成23年）3月24日：当スマートICの供用を開始[1]。
- 2021年（令和3年）6月16日：接続する茨城空港アクセス道路全通

## 周辺

### 交通
- 石岡駅（JR東日本・常磐線）
- 羽鳥駅（JR東日本・常磐線）
- 茨城空港

### 公共施設
- 石岡市民俗資料館

### 史跡・文化財
- 丸山古墳

### 企業
- 柏原工業団地

### 地理
- 園部川
- 霞ヶ浦

## 接続する道路

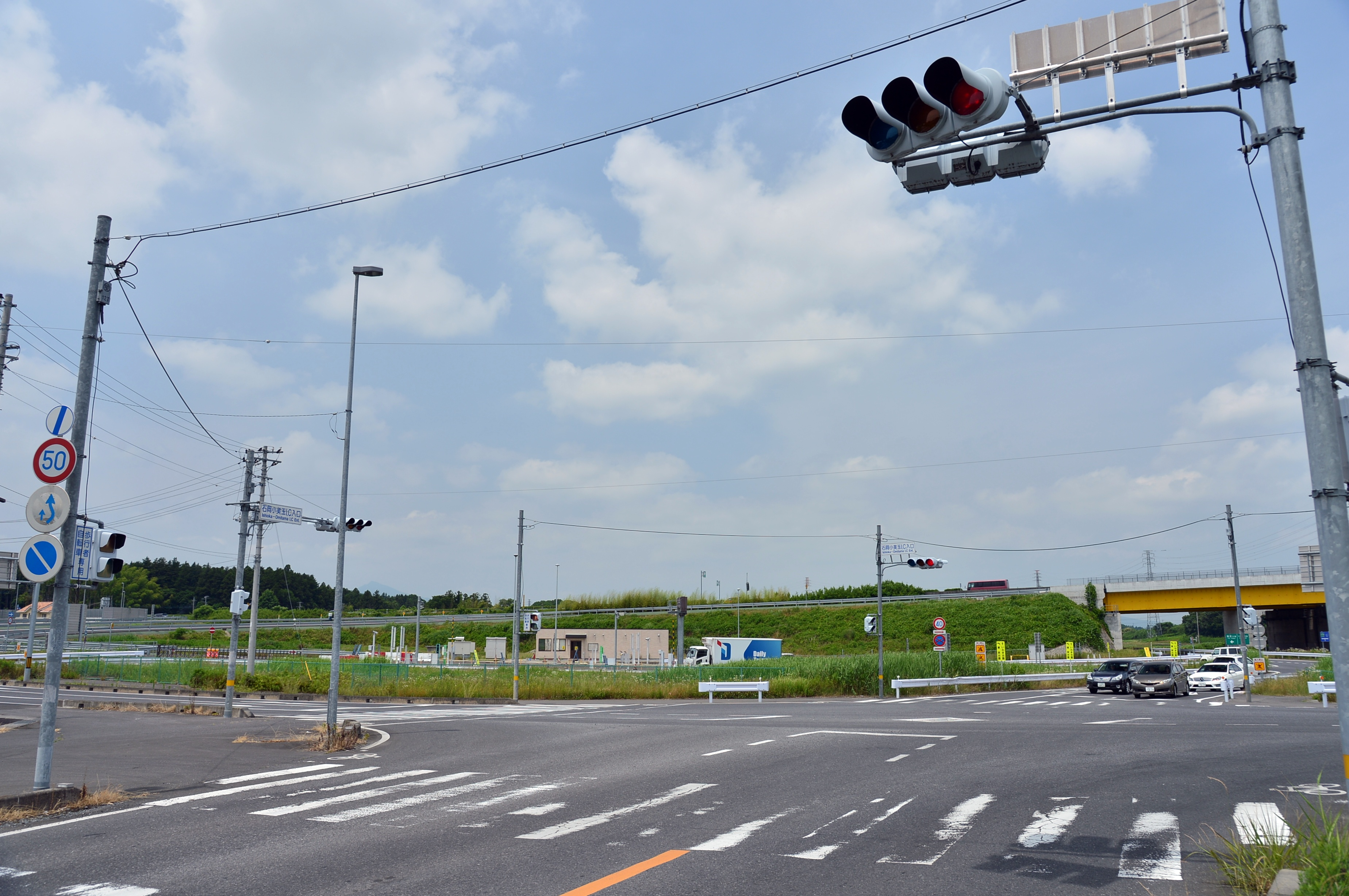
国道355号と接続する石岡小美玉I.C入口交差点（石岡市正上内）からインターチェンジ（上り線側）を望む。（2016年6月）

- 直接接続
  - E6常磐自動車道(7-1番)
  - 国道355号（現道）
  - 茨城県道145号上吉影岩間線 (一部区間、茨城空港アクセス道路と併用)

- 間接接続（石岡市方面）
  - 茨城県道7号石岡筑西線
  - 茨城県道52号石岡城里線
  - 茨城県道138号石岡つくば線
  - 国道6号

- 間接接続（小美玉市方面）
  - 茨城県道278号竹ノ内羽鳥停車場線
  - 茨城県道279号羽鳥停車場江戸線

## 建設の経緯
本IC設置の目的の一つに、茨城空港へのアクセスの利便性向上があげられる。茨城空港への常磐自動車道 土浦・東京方面からの最寄ICはこれまで千代田石岡ICであったが、接続道路である国道6号は石岡市内の慢性的な渋滞が問題となっている。本ICが完成することにより、渋滞の少ない石岡市の北部から茨城空港へアクセスすることができ、渋滞地域の交通量の分散を図ることができる。
もう一つの目的として、周辺地域の交通利便性の向上と経済の活性化があげられる。計画当初、石岡市と小美玉市がそれぞれ新たなICの設置を目指し誘致合戦を繰り広げていたが、費用対効果の面から両方のICを建設することに国土交通省は難色を示した。最終的には、茨城県が両市の間に入って調整し、園部川を挟んだ両市の境界付近に本線直結型のスマートICを建設する折衷案で双方が了解し、2009年6月30日、国土交通大臣より設置申請が許可された。

## 隣
E6 常磐自動車道
(7)千代田石岡IC - (7-1)石岡小美玉SIC - 美野里PA - (8)岩間IC